# فضل الحق (قاضی)
فضل الحق (بنگالی: ম. ফজলুল হক؛ زادهٔ ۳۰ ژوئن ۱۹۳۸) سیاست‌مدار اهل بنگلادش است. وی از ۱۱ ژانویه ۲۰۰۷ تا ۱۲ ژانویه ۲۰۰۷ نخست‌وزیر موقت بنگلادش بود.